# Konfederacija neovisnih nogometnih saveza
Konfederacija neovisnih nogometnih saveza (eng. Confederation of Independent Football Associations - ConIFA) je nogometna federacija za sve saveze koji nisu članovi FIFA-e.
Osnovana je 7. lipnja 2013. godine. ConIFA organizira Conifa Svjetsko nogometno prvenstvo koje je prvi put održano 2014. u Östersundu, Švedska. Prvo ConIFA Europsko nogometno prvenstvo održano je u lipnju 2015. u Sikulskoj zemlji, Rumunjska. 

## Članice
(podaci od 12. siječnja 2017.)
Europa
- Abhazija
- Grofovija Nica
- Délvidék
- Donjecka Narodna Republika
- Otok Man
- Felvidék
- Franconia
- Grenland
- Heligoland (bivši član)
- Kárpátalja
- Luganska Narodna Republika
- Monako
- Nagorno-Karabakh
- Sjeverni Cipar
- Okcitanija
- Padania
- Recija
- Romi
- Sápmi
- Skåneland
- Južna Osetija
- Sikulska zemlja
- Transnistria
- Zapadna Armenija

Azija
- Aramejci
- Irački Kurdistan
- Lezgini
- Pandžab
- Rohingya
- Ryūkyū
- Tamil Eelam
- Tibet
- Korejci u Japanu
- Ujguri

Afrika
- Barawa
- Chagos
- Darfur
- Matabeleland
- Somaliland
- Zapadna Sahara
- Zanzibar

Sjeverna Amerika
- Cascadia
- Quebec

Oceanija
- Kiribati
- Tuvalu

## Vanjske poveznice
- Službene stranice (engl.)